# 1997年飓风埃里卡
飓风埃里卡（英語：Hurricane Erika）是1997年大西洋飓风季最强烈且持续时间最长的热带气旋，源于这年9月3日的一股东风波，在向西北偏西方向穿越热带大西洋期间逐渐增强，于9月4日达到飓风强度，成为该季第5场获得命名的风暴和第3场飓风。埃里卡在小安的列斯群岛以北近海掠过，之后受逐渐副近的低压槽影响而转向北上。飓风迅速强化，成为本季唯一的大型飓风，于9月8日达到持续风速每小时205公里的最高强度。在最高强度下保持了约24小时后，系统因行经海域水温降低而减弱，之后转向东进，先减弱成热带风暴，最终在经过亚速尔群岛后转变成温带气旋。
小安的列斯群岛北部因这场飓风降下小雨，风力也不大。蒙塞拉特岛上的苏弗里埃尔火山曾于飓风经过数星期前喷发，埃里卡将火山灰云带到安地卡岛上空，这种情况非常罕见。飓风产生的大浪在波多黎各北部引起海滩侵蚀，还导致两名冲浪者遇难。中等强度阵风令背风群岛和波多黎各数以千计的居民失去供电，波多黎各和美属维尔京群岛一共遭受了1000万美元（1997年美元，相当于2025年的1959萬美元）损失。亚速尔群岛同样出现阵风和小雨。埃里卡是1997年8至9月间大西洋盆地仅有的热带气旋，上一次出现这种情况则要追溯到超过60年前的1929年。

## 气象历史
1997年8月31日，一股大型东风波离开非洲海岸，并在不久后表现出大规模下层环流的存在迹象。系统向西移动，但环流在此期间没有显著组织起来。系统缓慢发展，到了9月3日，环流中的对流已充分组织起来，在小安的列斯群岛最南端以东约1850公里洋面经美国国家飓风中心归类为第六号热带低气压。受强烈的副热带高压脊影响，低气压以每小时32公里的速度迅速向西北偏西方向移动，并于9月3日晚增强成热带风暴，位于迈阿密的美国国家飓风中心因此将其命名为“埃里卡”（Erika）。
风暴继续向西北偏西方向移动，到9月4日清晨，深层对流中心已发现出清晰可见的眼状特征。但从卫星图像来看，气旋中心仍有部分从对流中暴露出来，所以尚未形成真正的风眼。虽然外界环境中存在不利于系统发展的风切变，但埃里卡仍继续增强，于9月4日晚在瓜德罗普东南偏东方向约850公里海域升级成飓风。中心附近重新发展出深层对流，飓风也在向西北偏西方向移动期间继续强化。风暴的移动速度在副近小安的列斯群岛期间降低，以一级飓风强度从距群岛135公里处经过。之前的副热带高压脊因有低压槽逼近而减弱，埃里卡因此转向北上，之后又转朝东北方向前进。9月7日，埃里卡开始快速增强，于9月8日在小安的列斯群岛以北约565公里洋面达到持续风速每小时205公里的最高强度。飓风在最高强度下保持了约24小时，然后开始因行经水域水温降低而弱化。
9月10日，飓风埃里卡从百慕大以东约565公里洋面经过，然后因受西向转向气流的影响转朝东北偏东方向移动。飓风因受上层风切变增多的不利影响而减弱，于9月12日降级成热带风暴。气旋转向东南偏东，并在此期间继续弱化，但在外界大气条件不利的情况下，系统中心附近依然保有深层对流。9月14日，风暴再度转向东北并增强，在亚速尔群岛西南偏西方向约820公里海域达到风力时速110公里强度。9月15日，埃里卡在亚速尔群岛西部附近经过，并随着深层对流消亡而迅速减弱。9月16日，风暴在亚速尔群岛以北洋面上空转变成温带气旋，这场温带风暴以顺时针环路移动了一段时间，最后后于9月19日在爱尔兰岛西南方向约370公里海域消散。

## 防灾措施

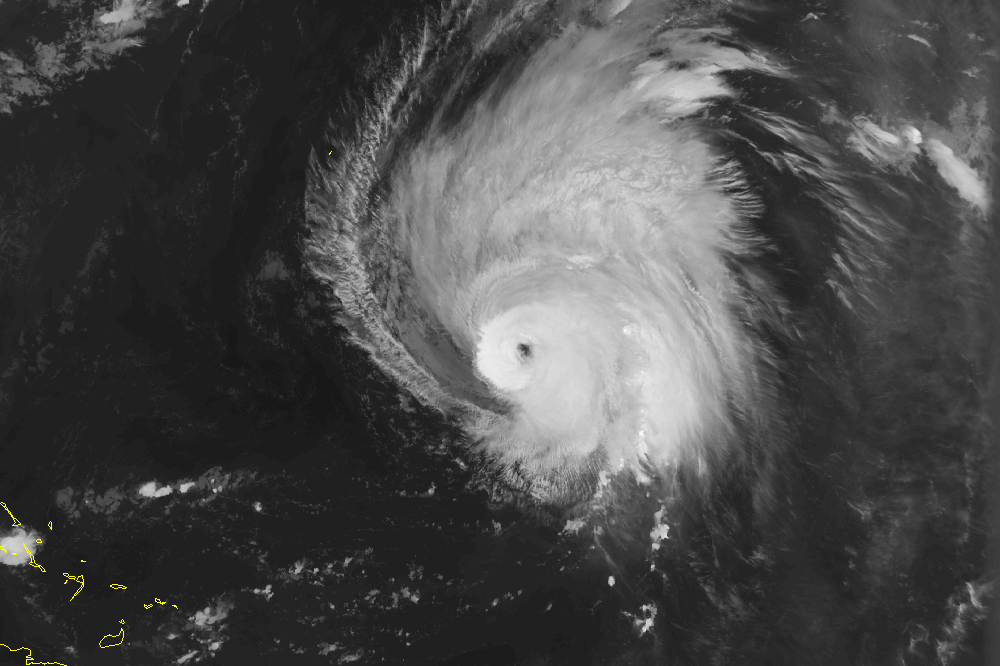
飓风埃里卡逼近小安的列斯群岛

风暴形成早期，气象部门在预测其动向过程中遭遇困难，埃里卡的移动路线与气象部门的预测相比总是更偏西侧。面对风暴的威胁，圣马丁岛政府于9月4日晚首度发布热带风暴警告。次日，安地卡岛、蒙塞拉特岛、巴布达岛、圣克里斯多福与尼维斯、安圭拉、多米尼克、瓜德罗普和圣巴泰勒米政府也分别向所属岛屿发布热带风暴警告。当天气预报表明埃里卡的移动路线会距各岛屿更近后，上述岛屿中除瓜德罗普外其他均将热带风暴警告升级成飓风警告。此外，英属和美属维尔京群岛，以及波多黎各都收到飓风观察预警。美国国家飓风中心在公告中表示，亚速尔群岛很可能会受到热带风暴强度的气旋袭击。早期预报中还预计埃里卡会对百慕大形成威胁。
埃里卡预计行经路线上多个岛屿的政府通过电台广播敦促居民迅速作好飓风来袭的准备。一些岛上已经经历过1995和1996年大西洋飓风季的连续打击，尚未完全恢复就紧锣密鼓地开始了应急准备工作。波多黎各的渔民将船固定，以应对风暴袭击。该岛居然在加油站前排起长队，并购买应急物资。安圭拉政府官员制定应急预案，在风速超过每小时80公里时切断电力供应。圣马丁岛当局规定全岛实施宵禁，只有救灾服务人员能够上街。

## 影响
小安的列斯群岛各地都受到飓风埃里卡产生的大浪和强烈下层风的冲击。蒙塞拉特岛上的苏弗里埃尔火山曾于风暴来袭数周前喷发，埃里卡经过时将火山灰云带到安地卡岛上空，大量火山灰落在该岛上。小安的列斯群岛的许多岛屿都受到热带风暴强度大风的影响。
圣托马斯岛西里尔·E·金机场（Cyril E. King Airport）的持续风速为每小时60公里，阵风时速则有76公里。风暴的外围雨带给维尔京群岛带去小到中雨，其中位于圣托马斯岛的维尔京群岛大学（University of the Virgin Islands）降雨量最高，有83毫米，而圣约翰岛则只有36毫米降水。降雨引起当地部分街道被水淹没，风雨交加的天气还导致电力中断。强烈的海浪令一艘小艇倾覆，还将一条长15米的船从系锚处扯下。圣克洛伊岛上的持续风速为每小时40公里，阵风时速则以亨利·E·罗尔森国际机场（Henry E. Rohlsen Airport）最高，达到46公里。岛上降水较少，最高的克里斯琴斯特德也只有21毫米。阵风导致部分输电线缆中断，但总体引起的破坏很轻微。
埃里卡的外围雨带从波多黎各上空经过，岛上的最大持续风速为每小时37公里，最大阵风时速则是路易斯·穆尼奥斯·马林国际机场测得的68公里。阵风刮断的树枝又压断了供电线路，导致圣胡安、瓜伊纳沃和巴亚蒙共有1万2000人失去电力供应。岛上降水较少，降雨量最高的卡瓜斯也只记录下20毫米。飓风在波多黎各北部海岸产生3到3.7米高的涌浪，引起海滩侵蚀和沿海洪灾。岛上一条公路因部分路段被淹或冲毁而封闭。强烈的海浪迫使该岛北部的8户家庭紧急疏散。该岛东北部水域有两位冲浪者因遭遇大浪丧生。估初步估算，飓风埃里卡一共给波多黎各和美属维尔京群岛造成了约1000万美元（1997年美元，相当于2025年的1959萬美元）的损失。
从埃里卡尚属热带风暴的9月4日至系统已成温带气旋的9月18日，共有31艘船只遭遇埃里卡。其中两艘测得飓风强度狂风，最高风速达每小时159公里。船舶测得的最低气压为1000.4毫巴（百帕，29.542英寸汞柱），这时埃里卡已是温带风暴，距离该船沿有170公里。系统属热带气旋期间测得的最低气压则是1000.5毫巴（百帕，29.545英寸汞柱），测量位置距风暴中心还有305公里。埃里卡以热带风暴强度从亚速尔群岛附近经过，产生的最大持续风速是拉日什航空基地（Lajes Field）测得的每小时48公里。阵风则要强烈得多，弗洛勒斯岛的报告显示风速达每小时140公里。此外，普拉亚达维多利亚拉日什（Lajes）一座61米高的塔上测得的阵风时速为169公里。风暴在弗洛勒群岛产生的降雨量为60毫米，整个群岛水域波涛汹涌。不过，没有任何报道表明亚速尔群岛有因这场风暴而遭受破坏。